# Миллиарды и миллиарды. Размышления о жизни и смерти на рубеже тысячелетий
«Миллиарды и миллиарды. Размышления о жизни и смерти на рубеже тысячелетий» — последняя книга, написанная знаменитым американским астрономом и популяризатором науки Карлом Саганом перед его смертью в 1996 году.
Книга является сборником эссе Сагана, касающихся различных тем, таких как глобальное потепление, рост населения, внеземная жизнь, смертность и споры об абортах. Последняя глава рассказывает о его борьбе с миелодиспластическим синдромом, болезнью, от который он в итоге умер в 1996 году. Жена Сагана Энн Друян написала эпилог для книги после его смерти.

## «Миллиарды и миллиарды»
Чтобы зрители передачи «Космос: персональное путешествие» не путали «миллионы» (англ. millions) и «миллиарды» (англ. billions), Саган делал ударение на «b». Тем не менее в этой передаче Саган никогда не произносил фразы «миллиарды и миллиарды». Приписывание фразы Сагану пришло из пародийного скетча The Tonight Show. Пародируя произношение Сагана, Джонни Карсон произнес «миллиарды и миллиарды», тем не менее выражение приобрело форму вымышленного шуточного Числа Сагана.